# Església de Nostra Senyora dels Àngels (Burbàguena)
L'església de Nostra Senyora dels Àngels, també denominada església de l'Assumpció, és una església barroca del segle xviii al municipi de Burbàguena (Terol), construïda en carreu combinat amb maó a les parts altes (aler, cimbori i torre) i que forma un volum destacat i compacte dins de la localitat.
Consta de tres naus de cinc trams, capçalera recta i dues cambres annexes que la flanquejen. La nau central està coberta d'un canó amb llunetes, mentre que les laterals ho estan amb aresta i el creuer amb una cúpula.
La decoració interior és bastant sòbria per un edifici barroc, mentre que a l'exterior destaca la portada nord oberta en arc de mig punt i flanquejada per dos parells de columnes corínties sobre plint que serveixen de suport d'un entaulament, per sobre del qual s'alça el cos superior mixtilini que conté tres fornícules amb imatges.
A la part nord-oriental s'eleva la torre de maó, que combina la planta quadrada amb l'octogonal i és acabada per un capitell.